# Metopius brevicornis
Metopius brevicornis là một loài tò vò trong họ Ichneumonidae.